# Leucocoryne gilliesioides
Leucocoryne gilliesioides är en amaryllisväxtart som först beskrevs av Rodolfo Amando Philippi, och fick sitt nu gällande namn av Pierfelice Ravenna. Leucocoryne gilliesioides ingår i släktet Leucocoryne och familjen amaryllisväxter. Inga underarter finns listade i Catalogue of Life.